# Yaracuy
Yaracuy er en af Venezuelas 23 delstater (estados) og dens hovedstad hedder San Felipe. Yaracuy ligger i den nordlige del af landet, hvor Andesbjergene slutter. Delstaten er underinddelt i 14 kommuner (municipios) og 23 sogn (parroquias).
I delstaten findes to bjergsystemer, hvorimellem Yaracuy-floden ligger. Heromkring er den bedste landbrugsjord grundet vandtilførslen fra floden, hvorfor de fleste af delstatens byer inklusiv hovedstaden er placeret her.

## Historie
Delstaten blev i 1899 offentliggjort med navnet Yaracuy efter flere territoriale ændringer i landet i de foreløbende år.

## Økonomi
Landbruget er den dominerende faktor i delstatens økonomi. Bl.a. er majs, banan, sukkerroer og avokadoer dominerende i grønsagssektoren, hvorimens gris og høns er mest styrende for økonomien i kødproduktionen.
10°18′N 68°42′V / 10.3°N 68.7°V